# Prickig sorgstövslända
Prickig sorgstövslända (Peripsocus alboguttatus) är en insektsart som först beskrevs av Johan Wilhelm Dalman 1823.  Prickig sorgstövslända ingår i släktet Peripsocus och familjen sorgstövsländor. Arten är reproducerande i Sverige. Inga underarter finns listade i Catalogue of Life.